# 李貞美
李貞美（韓語：이정미，1970年11月22日—），是韓國已退役女子羽球運動員。

## 簡歷
李貞美於1988年在威爾斯羽球國際賽中贏得冠軍，並於1989年在匈牙利羽球國際賽中贏得冠軍。1989年，她還參加了世界羽球錦標賽。一年後，她在馬來西亞羽球公開賽上獲得第二名。在2006年，她再次參加了越南羽球公開賽，並單打和雙打比賽中均獲得了成功。